# Liste des titres musicaux numéro un en Autriche en 2021
Cette page liste les titres numéro un dans les meilleures ventes de disques en Autriche pour l'année 2021.

## Classement des singles
| N° | Date         | Artiste                       | Titre                           | Référence |
| -- | ------------ | ----------------------------- | ------------------------------- | --------- |
| 1  | 1er janvier  | Mariah Carey                  | All I Want for Christmas Is You |           |
| 2  | 8 janvier    | Mariah Carey                  | All I Want for Christmas Is You |           |
| 3  | 15 janvier   | Ufo361 & Bonez MC             | 7                               |           |
| 4  | 22 janvier   | Olivia Rodrigo                | Drivers License                 |           |
| 5  | 29 janvier   | Olivia Rodrigo                | Drivers License                 |           |
| 6  | 5 février    | Olivia Rodrigo                | Drivers License                 |           |
| 7  | 12 février   | Kasimir1441 feat. Badmómzjay  | Ohne dich                       |           |
| 8  | 19 février   | Kasimir1441 feat. Badmómzjay  | Ohne dich                       |           |
| 9  | 26 février   | Kasimir1441 feat. Badmómzjay  | Ohne dich                       |           |
| 10 | 5 mars       | Bausa feat. Apache 207        | Madonna                         |           |
| 11 | 12 mars      | Nathan Evans                  | Wellerman                       |           |
| 12 | 19 mars      | Nathan Evans                  | Wellerman                       |           |
| 13 | 26 mars      | Nathan Evans                  | Wellerman                       |           |
| 14 | 2 avril      | Nathan Evans                  | Wellerman                       |           |
| 15 | 9 avril      | Nathan Evans                  | Wellerman                       |           |
| 16 | 16 avril     | Nathan Evans                  | Wellerman                       |           |
| 17 | 23 avril     | Lil Nas X                     | Montero (Call Me by Your Name)  |           |
| 18 | 30 avril     | Nathan Evans                  | Wellerman                       |           |
| 19 | 7 mai        | Nathan Evans                  | Wellerman                       |           |
| 20 | 14 mai       | Nathan Evans                  | Wellerman                       |           |
| 21 | 21 mai       | Nathan Evans                  | Wellerman                       |           |
| 22 | 28 mai       | Nathan Evans                  | Wellerman                       |           |
| 23 | 4 juin       | Olivia Rodrigo                | Good 4 U                        |           |
| 24 | 11 juin      | Olivia Rodrigo                | Good 4 U                        |           |
| 25 | 18 juin      | Olivia Rodrigo                | Good 4 U                        |           |
| 26 | 25 juin      | Olivia Rodrigo                | Good 4 U                        |           |
| 27 | 2 juillet    | Måneskin                      | Beggin’                         |           |
| 28 | 9 juillet    | Måneskin                      | Beggin’                         |           |
| 29 | 16 juillet   | Måneskin                      | Beggin’                         |           |
| 30 | 23 juillet   | Måneskin                      | Beggin’                         |           |
| 31 | 30 juillet   | RAF Camora                    | Zukunft                         |           |
| 32 | 6 août       | RAF Camora feat. Bonez MC     | Blaues Licht                    |           |
| 33 | 13 août      | RAF Camora feat. Bonez MC     | Blaues Licht                    |           |
| 34 | 20 août      | Ed Sheeran                    | Bad Habits                      |           |
| 35 | 27 août      | The Kid Laroi & Justin Bieber | Stay                            |           |
| 36 | 3 septembre  | The Kid Laroi & Justin Bieber | Stay                            |           |
| 37 | 10 septembre | The Kid Laroi & Justin Bieber | Stay                            |           |
| 38 | 17 septembre | The Kid Laroi & Justin Bieber | Stay                            |           |
| 39 | 24 septembre | RAF Camora feat. Luciano      | 2CB                             |           |
| 40 | 1er octobre  | The Kid Laroi & Justin Bieber | Stay                            |           |
| 41 | 8 octobre    | The Kid Laroi & Justin Bieber | Stay                            |           |
| 42 | 15 octobre   | The Kid Laroi & Justin Bieber | Stay                            |           |
| 43 | 22 octobre   | RAF Camora                    | Guapa                           |           |
| 44 | 29 octobre   | Adele                         | Easy On Me                      |           |
| 45 | 5 novembre   | Adele                         | Easy On Me                      |           |
| 46 | 12 novembre  | Ed Sheeran                    | Shivers                         |           |
| 47 | 19 novembre  | Ed Sheeran                    | Shivers                         |           |
| 48 | 26 novembre  | Ed Sheeran                    | Shivers                         |           |
| 49 | 3 décembre   | Adele                         | Easy On Me                      |           |
| 50 | 10 décembre  | Mariah Carey                  | All I Want for Christmas Is You |           |
| 51 | 17 décembre  | Mariah Carey                  | All I Want for Christmas Is You |           |
| 52 | 24 décembre  | Mariah Carey                  | All I Want for Christmas Is You |           |

## Classement des albums
| N° | Date         | Artiste                                                      | Titre                                                        | Référence |
| -- | ------------ | ------------------------------------------------------------ | ------------------------------------------------------------ | --------- |
| 1  | 1er janvier  | Andreas Gabalier                                             | A Volks-Rock‘n’Roll Christmas                                |           |
| 2  | 8 janvier    | AC/DC                                                        | Power Up                                                     |           |
| 3  | 15 janvier   | AC/DC                                                        | Power Up                                                     |           |
| 4  | 22 janvier   | Daniela Alfinito                                             | Splitter aus Glück                                           |           |
| 5  | 29 janvier   | Orchestre philharmonique de Vienne Direction : Riccardo Muti | Neujahrskonzert 2021                                         |           |
| 6  | 5 février    | Wardruna                                                     | Kvitravn                                                     |           |
| 7  | 12 février   | Katja Krasavice                                              | Eure mami                                                    |           |
| 8  | 19 février   | Foo Fighters                                                 | Medicine at Midnight                                         |           |
| 9  | 26 février   | Peter Alexander                                              | Peter                                                        |           |
| 10 | 5 mars       | Kool Savas                                                   | Aghori                                                       |           |
| 11 | 12 mars      | Peter Alexander                                              | Peter                                                        |           |
| 12 | 19 mars      | Kings of Leon                                                | When You See Yourself                                        |           |
| 13 | 26 mars      | Ina Regen                                                    | Rot                                                          |           |
| 14 | 2 avril      | Maite Kelly                                                  | Hello!                                                       |           |
| 15 | 9 avril      | Ina Regen                                                    | Rot                                                          |           |
| 16 | 16 avril     | Justin Bieber                                                | Justice                                                      |           |
| 17 | 23 avril     | Giovanni Zarrella                                            | Ciao!                                                        |           |
| 18 | 30 avril     | The Offspring                                                | Let the Bad Times Roll                                       |           |
| 19 | 7 mai        | Samra                                                        | Rohdiamant                                                   |           |
| 20 | 14 mai       | Ufo361                                                       | Stay High                                                    |           |
| 21 | 21 mai       | Wincent Weiss                                                | Vielleicht irgendwann                                        |           |
| 22 | 28 mai       | 187 Strassenbande                                            | Sampler 5                                                    |           |
| 23 | 4 juin       | Kontra K                                                     | Aus dem Licht in den Schatten zurück                         |           |
| 24 | 11 juin      | K.I.Z                                                        | Rap über Hass                                                |           |
| 25 | 18 juin      | Olivia Rodrigo                                               | Sour                                                         |           |
| 26 | 25 juin      | Buntspecht                                                   | Spring bevor du fällst                                       |           |
| 27 | 2 juillet    | Calimeros                                                    | Bahama Sunshine                                              |           |
| 28 | 9 juillet    | Kastelruther Spatzen                                         | HeimatLiebe                                                  |           |
| 29 | 16 juillet   | Nik P.                                                       | Seelenrausch                                                 |           |
| 30 | 23 juillet   | Die Amigos                                                   | Freiheit                                                     |           |
| 31 | 30 juillet   | RAF Camora                                                   | Zukunft                                                      |           |
| 32 | 6 août       | RAF Camora                                                   | Zukunft                                                      |           |
| 33 | 13 août      | Billie Eilish                                                | Happier Than Ever                                            |           |
| 34 | 20 août      | Billie Eilish                                                | Happier Than Ever                                            |           |
| 35 | 27 août      | Billie Eilish                                                | Happier Than Ever                                            |           |
| 36 | 3 septembre  | Olivia Rodrigo                                               | Sour                                                         |           |
| 37 | 10 septembre | Kanye West                                                   | Donda                                                        |           |
| 38 | 17 septembre | Iron Maiden                                                  | Senjutsu                                                     |           |
| 39 | 24 septembre | Metallica                                                    | Metallica                                                    |           |
| 40 | 1er octobre  | Bob Dylan                                                    | The Bootleg Series Vol. 16: Springtime in New York 1980–1985 |           |
| 41 | 8 octobre    | Die Ärzte                                                    | Dunkel                                                       |           |
| 42 | 15 octobre   | RAF Camora                                                   | Zukunft                                                      |           |
| 43 | 22 octobre   | Die Grubertaler                                              | Echt Schlager − Die große Fete − Volume II                   |           |
| 44 | 29 octobre   | Helene Fischer                                               | Rausch                                                       |           |
| 45 | 5 novembre   | Helene Fischer                                               | Rausch                                                       |           |
| 46 | 12 novembre  | Ed Sheeran                                                   | =                                                            |           |
| 47 | 19 novembre  | ABBA                                                         | Voyage                                                       |           |
| 48 | 26 novembre  | ABBA                                                         | Voyage                                                       |           |
| 49 | 3 décembre   | Adele                                                        | 30                                                           |           |
| 50 | 10 décembre  | Adele                                                        | 30                                                           |           |
| 51 | 17 décembre  | Volbeat                                                      | Servant of the Mind                                          |           |
| 52 | 24 décembre  | ABBA                                                         | Voyage                                                       |           |

## Hit-parade de l'année
| Singles | Albums |
| --- | --- |
| 1. Nathan Evans – Soon May the Wellerman Come 2. Ed Sheeran – Bad Habits 3. The Kid Laroi & Justin Bieber - Stay 4. Olivia Rodrigo - Good 4 U 5. Måneskin - Beggin' 6. The Weeknd - Save Your Tears 7. Riton & Nightcrawlers feat. Mufasa and Hypeman - Friday (Dopamine Re-Edit) 8. Lil Nas X - Montero (Call Me by Your Name) 9. Tiësto - The Business 10. Shouse - Love Tonight | 1. ABBA – Voyage 2. RAF Camora – Zukunft 3. Helene Fischer - Rausch 4. Olivia Rodrigo - Sour 5. Adele - 30 6. Billie Eilish - Happier Than Ever 7. Ed Sheeran - = 8. Pizzera & Jaus - Unerhört solide 9. Billie Eilish - When We All Fall Asleep, Where Do We Go? 10. Harry Styles – Fine Line |